# مرتین
مرتین (به عربی: مرتین) یک روستا در سوریه است که در ناحیه مرکزی ادلب واقع شده‌است. مرتین ۱٬۳۵۶ نفر جمعیت دارد.